# To Save Her Soul
To Save Her Soul er en amerikansk stumfilm fra 1909 af D. W. Griffith.

## Medvirkende
- Arthur V. Johnson som Paul Redmond
- Mary Pickford som Agnes Halley
- Caroline Harris
- W. Chrystie Miller
- George Nichols